# Champlecy
Champlecy är en kommun i departementet Saône-et-Loire i regionen Bourgogne-Franche-Comté i östra Frankrike. Kommunen ligger i kantonen Charolles som tillhör arrondissementet Charolles. År 2022 hade Champlecy 208 invånare.

## Befolkningsutveckling
Antalet invånare i kommunen Champlecy
| Referens: INSEE |